# Dave Dudzinski
David John Dudzinski Jr. (Elburn, 26 mei 1992) is een Amerikaans basketballer.

## Carrière
Dudzinski speelde collegebasketbal voor de Holy Cross Crusaders voordat hij zich in 2014 kandidaat stelde voor de NBA draft waar hij niet gedraft werd. Hij ging spelen voor de in de Italiaanse tweede klasse spelende Moncada Agrigento. Het seizoen erop ging hij spelen in Litouwen voor BC Šiauliai waar hij na een seizoen vertrok en ging spelen voor het Roemeense CSA Steaua București.
In 2017 tekent hij een contract bij de Antwerp Giants, waarmee hij in 2019 en 2020 de Belgische beker veroverd. In juli 2021 vertrok hij naar het Turkse Bursaspor. In de zomer van 2021 speelde hij met Armored Athlete in The Basketball Tournament. Hij speelde in het seizoen 2021/22 dertig wedstrijden voor de Turkse club en kreeg ook een contract voor het seizoen 2022/23. Begin juli 2023 tekende hij een contract bij het Japanse San-en NeoPhoenix. Hij bleef bij de club voor het seizoen 2024/25.
Voor het seizoen 2025/26 tekende hij opnieuw in Japan maar ditmaal bij Saga Ballooners.

## Erelijst
- Baltic Basketball League: 2016
- Belgische basketbalbeker: 2019, 2020